# Marek Pąkciński
Marek Pąkciński (ur. 11 sierpnia 1960 w Warszawie) – polski pisarz i tłumacz fantastyki, dr hab. nauk humanistycznych w zakresie literaturoznawstwa o specjalności historia literatury.

## Życiorys
Zadebiutował w wieku 16 lat tomem opowiadań fantastycznych Owadzia planeta, wzbudzając dużą sensację w środowisku pisarzy i czytelników fantastyki. W latach 80. i 90. opublikował jeszcze dwa inne tomy opowiadań i dwie powieści. Przetłumaczył ponadto siedem książek.
W 1992 roku doktoryzował się w Instytucie Badań Literackich PAN na podstawie pracy Młodzi konserwatyści warszawscy. Zarys monograficzny. Stopień naukowy doktora habilitowanego uzyskał tamże w roku 2005 w oparciu o rozprawę zatytułowaną Maski Zaratustry. Motywy i wątki filozofii Nietzschego a kryzys nowoczesności. W 1992 roku podjął pracę w Instytucie Badań Literackich PAN, gdzie pracuje do chwili obecnej. Do roku 2015 związany był również jako profesor nadzwyczajny z Instytutem Filologii Polskiej na Wydziale Humanistycznym Uniwersytetu Jana Kochanowskiego w Kielcach. W 2015 roku objął stanowisko dyrektora Stacji Naukowej PAN w Moskwie.

## Publikacje
Twórczość literacka
- Owadzia planeta, Warszawa 1976
- Ogród pamięci, Warszawa 1985
- Monady, Warszawa 1989
- Skarb Hittinu, Szczecin 1991
- Tajne policje, Warszawa 1993

Publikacje naukowe
- Konserwatyzm na rozdrożu. „Młodzi konserwatyści” warszawscy wobec ideowych dylematów schyłku XIX wieku, Warszawa 1994
- Maski Zaratustry. Motywy i wątki filozofii Nietzschego a kryzys nowoczesności, Warszawa 2004

Tłumaczenia
- Lin Carter, Giganci zmierzchu świata, Warszawa 1994
- Greg Bear, Głowy, Warszawa 1994
- Robert Sheckley, Opcje, Warszawa 1995
- David Hagberg, Masa nadkrytyczna, Warszawa 1996
- Robert Sheckley, Obywatel Galaktyki, Warszawa 1996
- Gregory Benford, W oceanie nocy, Warszawa 1999
- Colin Duriez, Anno Domini 33. Rok, który odmienił świat, Warszawa 2007